# Nervio mentoniano
El nervio mentoniano es un nervio sensitivo de la cara, rama terminal del nervio mandibular, el cual es a su vez una de las ramas del nervio trigémino o V par craneal. Poporciona sensación al labio inferior, barbilla y el tejido blando de la encía.

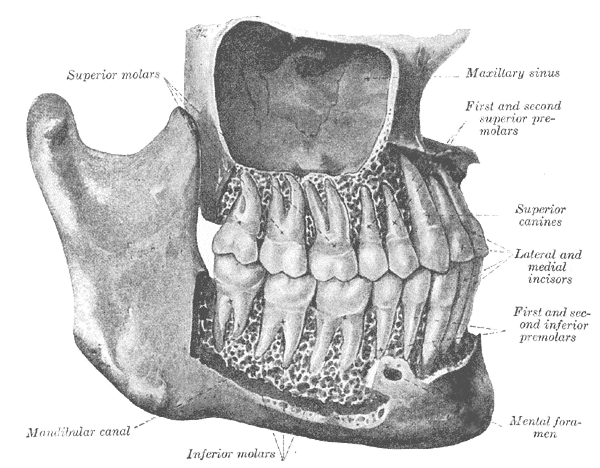

## Descripción
El nervio mentoniano es una de las ramas del nervio alveolar inferior, rama del nervio mandibular. Sale del maxilar inferior a nivel del segundo premolar a través del foramen mental, y se divide en tres ramas que dan sensibilidad a la piel del área del mentón, la encía, la piel del labio inferior y los tejidos próximos a los caninos e incisivos.